# Loeseneriella chesseana
Loeseneriella chesseana är en benvedsväxtart som först beskrevs av Pierre, och fick sitt nu gällande namn av Marie Laure Tardieu. Loeseneriella chesseana ingår i släktet Loeseneriella och familjen Celastraceae. Inga underarter finns listade.